# Rafał Hejmej
Rafał Dominik Hejmej (Bydgoszcz, 15 de julio de 1980) es un deportista polaco que compitió en remo.
Ganó seis medallas en el Campeonato Europeo de Remo entre los años 2007 y 2013.
Participó en tres Juegos Olímpicos de Verano, entre los años 2004 y 2012, ocupando el octavo lugar Atenas 2004, el quinto en Pekín 2008 y el séptimo en Londres 2012, en la prueba de ocho con timonel.

## Palmarés internacional
| Campeonato Europeo | Campeonato Europeo          | Campeonato Europeo | Campeonato Europeo |
| Año                | Lugar                       | Medalla            | Prueba             |
| ------------------ | --------------------------- | ------------------ | ------------------ |
| 2007               | Poznań (Polonia)            | Medalla de plata   | Ocho con timonel   |
| 2008               | Maratón (Grecia)            | Medalla de bronce  | Ocho con timonel   |
| 2010               | Montemor-o-Velho (Portugal) | Medalla de plata   | Ocho con timonel   |
| 2011               | Plovdiv (Bulgaria)          | Medalla de oro     | Ocho con timonel   |
| 2012               | Varese (Italia)             | Medalla de oro     | Ocho con timonel   |
| 2013               | Sevilla (España)            | Medalla de plata   | Ocho con timonel   |